# Phagocata opisthogona
Phagocata opisthogona is een platworm (Platyhelminthes). De worm is tweeslachtig. De soort leeft in of nabij zoet water.
Het geslacht Phagocata, waarin de platworm wordt geplaatst, wordt tot de familie Planariidae gerekend. De wetenschappelijke naam van de soort werd, als Fonticola opisthogona, voor het eerst geldig gepubliceerd in 1936 door Roman Kenk. De soort komt ook in de literatuur voor als Atrioplanaria opisthogona.